# 堺市立原山台中学校
堺市立原山台中学校（さかいしりつ はらやまだいちゅうがっこう）は、大阪府堺市南区にある公立中学校。
泉北ニュータウン栂地区の原山台と、隣接する旧村部の栂を校区とする。

## 沿革
原山台の入居開始（1973年12月）に伴い、1974年4月に現在地に新設開校した。原山台中学校開校前は、校区在住の生徒は堺市立福泉南中学校で暫定的に受け入れていた。
開校当初は原山台のみを校区にしていたが、1977年には栂を校区に編入している。
- 1974年4月1日 - 堺市立原山台中学校が開校。
- 1975年2月 - 校章が決定。
- 1977年4月 - 栂を校区に編入。
- 1989年 - 校訓を制定。
- 1991年 - 文部省より、生徒指導総合推進校に指定される。

## 通学区域
- 堺市立原山台小学校、堺市立原山台東小学校の通学区域。

堺市南区 原山台1-5丁・栂。

## 出身者
- 馬場園梓 - 漫才師（漫才コンビ・アジアン）
- 髙橋晃大 - 2019年世界オセロ選手権チャンピオン
- 谷晃生 - サッカー選手(湘南ベルマーレ所属)
- 西村優菜 - 女子プロゴルファー

## 交通
- 南海バス 原山台中学校前バス停。
- 南海泉北線 栂・美木多駅 南東へ約500m。